# 幻眼合唱团
幻眼合唱團是台灣1980年代的搖滾樂隊，由薛岳、韓賢光(團長、貝斯手)、李庭匡(吉他手)、李兆雄(鼓手)和阮德君(鍵盤手)所組成。
於1980年成立，最早是唱西洋歌曲，第一代主唱為"薛岳"。
前四位參與薛岳第三張專輯「不要在街上吻我」(1988年)，1990年以團體名義發行《烈火倉庫》。
1990年薛岳過世，1995年隨之解散。
2013年，第三代主唱"于冠華"加入，樂隊重組發行《Supernatural》。
2015年，第四代主唱"李季澤"加入。

## 外部連結
- 幻眼合唱團的Facebook專頁

。